# (8134) Minin

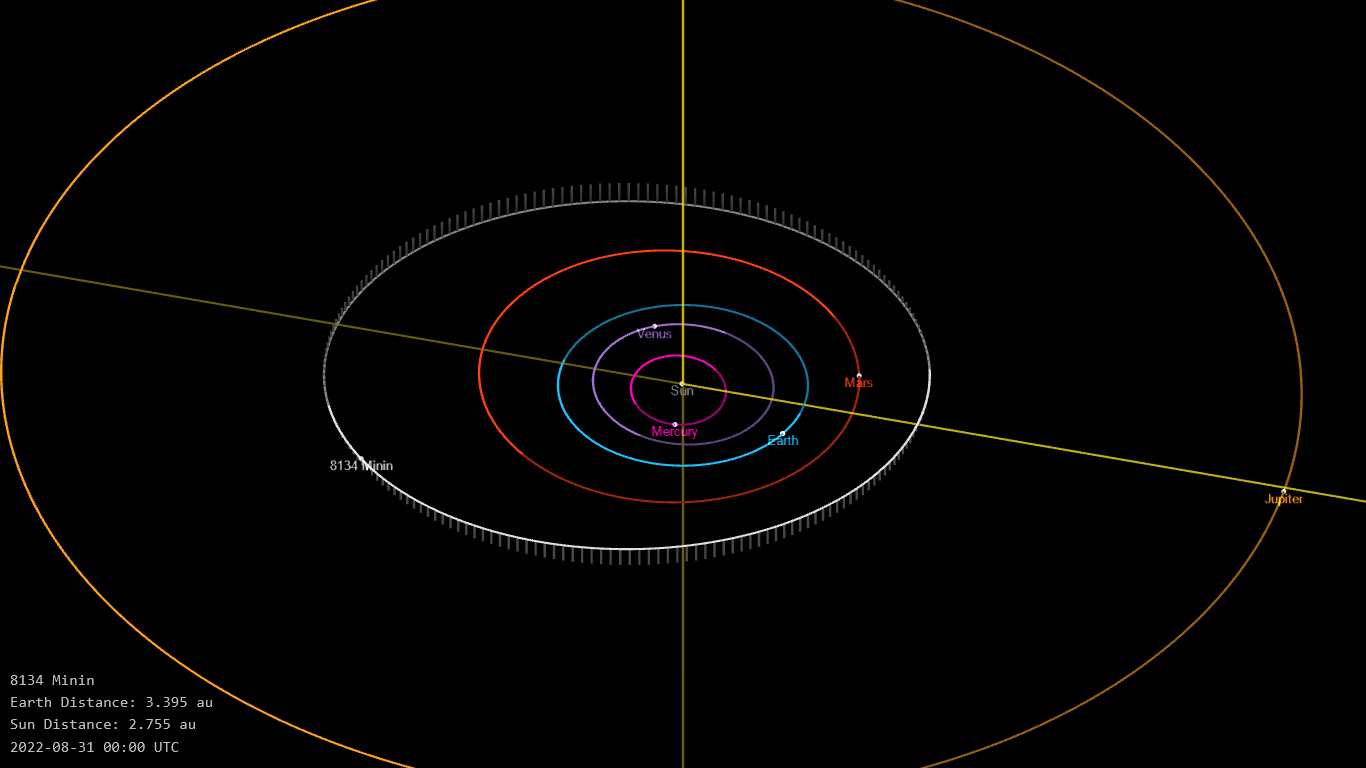
Situation de l’astéroïde Minin au sein du système solaire le 31 août 2022.

(8134) Minin est un astéroïde de la ceinture principale.

## Description
(8134) Minin est un astéroïde de la ceinture principale. Il fut découvert le 26 septembre 1978 à Naoutchnyï par Lioudmila Jouravliova. Il présente une orbite caractérisée par un demi-grand axe de 2,43 UA, une excentricité de 0,19 et une inclinaison de 4,3° par rapport à l'écliptique.

## Compléments